# Totalrevision der Schweizer Bundesverfassung 1872
Die Totalrevision der Schweizer Bundesverfassung 1872 war das Thema einer Volksabstimmung in der Schweiz. Sie fand am 12. Mai 1872 statt und betraf die geplante Totalrevision der seit 1848 bestehenden Bundesverfassung. Die Vorlage scheiterte knapp am Widerstand von Föderalisten und Katholisch-Konservativen, die den stark ausgeprägten Zentralismus des Verfassungsentwurfs ablehnten. Eine gemässigtere Vorlage wurde zwei Jahre später angenommen.

## Ausgangslage
Die erstarkte demokratische Bewegung innerhalb des liberalen Freisinns hatte die Erneuerung zahlreicher Kantonsverfassungen durchgesetzt und strebte ab 1865 dasselbe auch auf Bundesebene an. Sie setzte sich insbesondere für eine direktdemokratische Beteiligung des Volkes am politischen Prozess ein. Zu diesem Zweck verlangte sie die Einführung von Verfassungsinitiativen und  fakultativen Gesetzesreferenden. Ebenso forderte sie staatliche Interventionen zugunsten der sozial und wirtschaftlich Benachteiligten. Die Parlamentswahlen von 1869 stärkten die Position der Demokraten weiter. Als das Erste Vatikanische Konzil 1870 die päpstliche Unfehlbarkeit zum Dogma erhob und somit auch in der Schweiz der Kulturkampf entbrannte, verschärfte sich der Gegensatz zwischen Freisinnigen und Katholisch-Konservativen weiter. Ebenso legten die während der Grenzbesetzung im Deutsch-Französischen Krieg unübersehbar gewordenen Mängel der Landesverteidigung eine Verschiebung der Kompetenzen auf den Bund nahe. Schliesslich arbeitete der einflussreiche Schweizerische Juristenverein auf eine umfassende Rechtsvereinheitlichung hin. Alle diese zentralistischen Forderungen weckten den Widerstand nicht nur bei den Katholisch-Konservativen, sondern auch in der föderalistisch gesinnten Romandie.

## Das Ringen um eine neue Verfassung
Den Stein ins Rollen brachte eher ungewollt Louis Ruchonnet, ein föderalistischer Nationalrat aus dem Kanton Waadt, als er am 15. Dezember 1869 mit einer Motion die Einführung der Zivilehe verlangte. In der darauf folgenden Debatte setzte sich die Meinung durch, dass dafür eine Verfassungsänderung notwendig sei. Sechs Tage später forderte Nationalrat Rudolf Brunner vom Bundesrat einen Bericht, «in welcher Weise die Bundesverfassung zu revidieren sei, um sowohl die Zwecke der Motion zu erreichen, als auch überhaupt die Bundesverfassung mit den Zeitbedürfnissen in Einklang zu bringen». National- und Ständerat teilten diese Auffassung und setzten damit den Revisionsprozess in Gang. Am 17. Juni 1870 veröffentlichte der Bundesrat seinen Entwurf, der nur zehn Änderungen enthielt und insbesondere direktdemokratische Mitwirkungsrechte ausser Acht liess. Während die gemässigten Liberalen damit zufrieden waren, ging der Vorschlag den Demokraten viel zu wenig weit.
Während sich die Revisionskommission des Ständerates mit der bundesrätlichen Vorlage zufriedengeben wollte, strebte die Revisionskommission des Nationalrates eine tiefgreifende Totalrevision an und setzte sich mit dieser Haltung durch. Nach intensiven Kommissionsverhandlungen resultierte ein weitreichender, betont zentralistischer und radikaldemokratisch geprägter Verfassungentwurf. Vorgesehen waren ein massiver Ausbau der Bundeskompetenzen, Rechtsvereinheitlichungen auf verschiedenen Gebieten, die Verankerung individueller Freiheitsrechte und der Ausbau der Volksrechte. Ganz im Zeichen des sich zuspitzenden Kulturkampfs standen weitere Änderungen: Die Einführung der Zivilehe, die Verankerung der Glaubens- und Gewissensfreiheit, die Verschärfung des Verbots der Jesuiten, ein Bauverbot für neue Klöster und die Befugnis des Bundes, den Kantonen Vorschriften im Bildungswesen zu machen. Trotz heftiger Gegenwehr der Katholisch-Konservativen und der Föderalisten nahm die Bundesversammlung am Kommissionsentwurf nur geringfügige Änderungen vor und verabschiedete diesen am 5. März 1872, der Nationalrat mit 78 zu 36 Stimmen, der Ständerat mit 23 zu 18 Stimmen. Zur Abstimmung stand somit ein umfassender und weitreichender Vorschlag, der getragen war von der Absicht, den Bund gegenüber den Kantonen zu stärken und den Einfluss der Kirche zugunsten des Staates zu beschränken.

## Abstimmung
Erwartungsgemäss entbrannte ein sehr heftig geführter Abstimmungskampf, bei dem sich bald zeigte, dass die Revisionsbefürworter mit ihren radikalen Forderungen möglicherweise zu weit gegangen waren. Gegner des Verfassungsentwurfs waren nicht nur romtreue Ultramontane und Katholisch-Konservative, sondern auch Föderalisten aus verschiedenen politischen Lagern (mit Schwerpunkt in der Romandie). An ihrer Spitze standen Louis Ruchonnet, dessen Motion die Verfassungsrevision ausgelöst hatte, sowie mit Jakob Dubs jener Bundesrat, der den ursprünglichen Entwurf verfasst hatte. Die Gegner bemängelten, die neue Verfassung sei nicht vom Volk ausgegangen, womit sie grundsätzlich abzulehnen sei. Die geplante Rechtsvereinheitlichung, die Zentralisierung und der Ausbau der Bundeskompetenzen würden die Souveränität der Kantone zu stark einschränken und die kantonalen Behörden zu «Handlangern» degradieren. Besondere Emotionen weckten die vorgesehenen individuellen Freiheitsrechte. So könnten «notorisch unsittlichen» und anderen unerwünschten Personen die Niederlassung oder die Heirat nicht mehr verweigert werden. Darüber hinaus warnten die Katholisch-Konservativen, die Verfassung sei ein Versuch, die Schule konfessionslos zu machen und die Geistlichen aus dem Unterrichtswesen zu verdrängen.
Zu den Befürwortern gehörten Radikale, Demokraten, Teile der Liberalen und der Schweizerische Juristenverein. Sie priesen die grossen Errungenschaften ihres Verfassungsentwurfs und betonen insbesondere die Freiheitsrechte, die Trennung von Kirche und Staat sowie die Rechtsvereinheitlichung. Durch die Zentralisierung des Militärwesens könnten die Kantone das dabei eingesparte Geld für andere Zwecke einsetzen, ausserdem sei der unentgeltliche und obligatorische Schulunterricht ein Gebot des Fortschritts. Eine knappe Mehrheit von 50,51 % der Abstimmenden lehnte die Verfassungsrevision ab, hingegen fiel das Ergebnis beim Ständemehr deutlicher aus. Lediglich in den Kantonen Aargau, Basel-Landschaft, Basel-Stadt, Bern, Glarus, Schaffhausen, Solothurn, St. Gallen, Thurgau und Zürich resultierte eine Ja-Mehrheit. Am deutlichsten lehnte der Kanton Uri ab (96,36 % Nein), den höchsten Anteil an Befürwortern stellte der Kanton Schaffhausen (93,47 % Ja).

## Ergebnis

### Gesamtergebnis
| Nr. | Art | Stimm- berechtigte | Abgegebene Stimmen | Beteiligung | Gültige Stimmen | Ja      | Nein    | Ja-Anteil | Nein-Anteil | Stände | Ergebnis |
| --- | --- | ------------------ | ------------------ | ----------- | --------------- | ------- | ------- | --------- | ----------- | ------ | -------- |
| 11  | OR  | k. A.              | k. A.              | k. A.       | 516'468         | 255'609 | 260'859 | 49,49 %   | 50,51 %     | 9:13   | nein     |

### Ergebnisse in den Kantonen
Quelle: Bundeskanzlei
| Kanton                     | Ja-Stimmen | Ja-Anteil | Nein-Stimmen | Nein-Anteil |
| -------------------------- | ---------- | --------- | ------------ | ----------- |
| Aargau                     | 024'962    | 62,02 %   | 015'289      | 37,98 %     |
| Appenzell Ausserrhoden (½) | 003'804    | 37,37 %   | 006'375      | 62,63 %     |
| Appenzell Innerrhoden (½)  | .000197    | 07,18 %   | 002'546      | 92,82 %     |
| Basel-Landschaft (½)       | 008'287    | 83,66 %   | 001'618      | 16,34 %     |
| Basel-Stadt (½)            | 005'419    | 81,33 %   | 001'244      | 18,67 %     |
| Bern                       | 050'730    | 69,34 %   | 022'428      | 30,66 %     |
| Freiburg                   | 005'651    | 21,46 %   | 020'680      | 78,54 %     |
| Genf                       | 004'541    | 36,48 %   | 007'908      | 63,52 %     |
| Glarus                     | 004'697    | 74,32 %   | 001'623      | 25,68 %     |
| Graubünden                 | 008'390    | 42,81 %   | 011'206      | 57,19 %     |
| Luzern                     | 009'445    | 34,53 %   | 017'911      | 65,47 %     |
| Neuenburg                  | 007'960    | 46,93 %   | 009'066      | 53,07 %     |
| Nidwalden (½)              | .000306    | 12,52 %   | 002'138      | 87,48 %     |
| Obwalden (½)               | .000212    | 06,88 %   | 002'870      | 93,12 %     |
| Schaffhausen               | 006'230    | 93,47 %   | .000435      | 06,53 %     |
| Schwyz                     | 001'640    | 15,57 %   | 008'980      | 84,43 %     |
| Solothurn                  | 009'610    | 61,70 %   | 005'966      | 38,30 %     |
| St. Gallen                 | 022'534    | 50,03 %   | 022'505      | 49,97 %     |
| Tessin                     | 005'871    | 45,96 %   | 006'902      | 54,04 %     |
| Thurgau                    | 017'484    | 83,45 %   | 003'467      | 16,55 %     |
| Uri                        | .000153    | 03,64 %   | 004'046      | 96,36 %     |
| Waadt                      | 003'318    | 06,06 %   | 051'465      | 93,94 %     |
| Wallis                     | 003'005    | 40,02 %   | 019'494      | 59,98 %     |
| Zug                        | 001'333    | 09,15 %   | 003'234      | 90,85 %     |
| Zürich                     | 049'830    | 81,06 %   | 011'643      | 18,94 %     |
| Schweiz                    | 255'609    | 49,49 %   | 260'859      | 50,51 %     |